# Thomas Enevoldsen
Thomas Enevoldsen (Aalborg, 1987. július 27. –) dán válogatott labdarúgó.

## Sikerei, díjai
- Aalborg BK
  - Dán bajnok: 2007–08
- Orange County
  - USL Championship: 2021